# Danh sách đĩa nhạc của G-Dragon
Rapper người Hàn Quốc G-Dragon bắt đầu sự nghiệp của mình với tư cách là thành viên của nhóm nhạc nam Hàn Quốc Big Bang. Danh sách đĩa nhạc của anh với tư cách là một nghệ sĩ solo bắt đầu vào năm 2009, bao gồm ba album phòng thu, hai đĩa mở rộng, một album hợp tác, bốn album trực tiếp và một số đĩa đơn khác.
Năm 2009, G-Dragon phát hành album phòng thu đầu tay Heartbreaker. Được thúc đẩy bởi đĩa đơn chính cùng tên, một bài hát nhạc pop điện tử, album đã bán được hơn 300.000 bản và tiếp tục giành giải Album của năm tại Lễ trao giải Giải MAMA 2009. Đĩa đơn thứ hai, "Breathe", đã lọt vào bảng xếp hạng Top 20 trong khi các bài hát khác của anh—"The Leaders", "A Boy", "Hello", và "She's Gone"—đã đứng đầu nhiều bảng xếp hạng khác nhau sau khi phát hành. Vào tháng 11 năm 2010, YG Entertainment đã công bố một album hợp tác giữa G-Dragon và T.O.P. Để quảng bá cho album của mình, bộ đôi này đã phát hành ba đĩa đơn: "High High", "Oh Yeah", và "Knock Out" (뻑이가요;  Ppeogigayo). Album ra mắt ở vị trí số một trên Gaon Album Chart.
Ba năm sau album đầu tay, G-Dragon đã phát hành đĩa mở rộng đầu tiên của mình One of a Kind vào tháng 9 năm 2012. Album đã được đón nhận tích cực, đứng đầu bảng xếp hạng Billboard World Albums và lọt vào bảng xếp hạng Billboard 200 ở vị trí thứ 161. Tính đến cuối năm 2012, album đã bán được hơn 200.000 bản, trở thành album bán chạy nhất của một nghệ sĩ solo Hàn Quốc kể từ khi phát hành album đầu tiên Heartbreaker vào năm 2009. EP đã giành giải Bản thu âm của năm tại Giải thưởng âm nhạc Seoul 2013. Album thứ hai của anh, Coup d'Etat, được phát hành vào tháng 9 năm 2013. Sáu ca khúc trong Coup d'Etat lọt vào top 10 của Bảng xếp hạng kỹ thuật số Gaon với "Who You?" (니가 뭔데; Revised Romanization: Niga Mwonde) topping the chart. Album này đã lọt vào bảng xếp hạng Billboard 200, giúp G-Dragon trở thành nghệ sĩ Hàn Quốc đầu tiên có nhiều lần lọt vào bảng xếp hạng này. Sự thành công của Coup d'Etat đã giúp G-Dragon giành giải Nghệ sĩ của năm tại Lễ trao giải MAMA 2013.
Sau bốn năm gián đoạn với tư cách là một nghệ sĩ solo, G-Dragon đã phát hành đĩa mở rộng thứ hai Kwon Ji Yong vào tháng 6 năm 2017, tạo ra đĩa đơn số một, Untitled, 2014. Các bài hát khác từ EP "Super Star" và "Bullshit" lần lượt xếp hạng ở vị trí thứ 4 và thứ 6. EP đã vượt qua mốc một triệu bản được bán trên QQ Music, dịch vụ âm nhạc trực tuyến lớn nhất tại Trung Quốc, chỉ trong sáu ngày, đây là thời gian ngắn nhất từ trước đến nay đối với bất kỳ album nào. Tại Hoa Kỳ, Kwon Ji Yong đã trở thành album bán chạy nhất của anh và là album đầu tiên của một nghệ sĩ solo Hàn Quốc đứng đầu bảng xếp hạng World Albums của Billboard trong nhiều tuần.

## Album

### Album phòng thu
| Tựa đề                                                                                       | Chi tiết album                                                                                            | Vị trí đỉnh bảng | Vị trí đỉnh bảng | Vị trí đỉnh bảng | Vị trí đỉnh bảng | Vị trí đỉnh bảng | Doanh số                               |
| Tựa đề                                                                                       | Chi tiết album                                                                                            | KOR              | JPN              | US               | US Heat          | US World         | Doanh số                               |
| -------------------------------------------------------------------------------------------- | --- | ---------------- | ---------------- | ---------------- | ---------------- | ---------------- | -------------------------------------- |
| Heartbreaker                                                                                 | - Phát hành: 18 tháng 8, 2009 - Hãng đĩa: YG Entertainment - Định dạng: CD, tải kỹ thuật số               | 7                | 11               | —                | —                | —                | - KOR: 309,343                         |
| Coup d'Etat                                                                                  | - Phát hành: 13 tháng 9, 2013 - Hãng đĩa: YG Entertainment, KT Music - Định dạng: CD, tải kỹ thuật số, LP | 1                | —                | 182              | 3                | 1                | - KOR: 213,984 - US: 4,000 - LP: 8,888 |
| Übermensch                                                                                   | - Phát hành: 25 tháng 2, 2025 - Hãng đĩa: Galaxy Corporation, Empire - Định dạng: CD, tải kỹ thuật số, LP | —                | —                | —                | —                | —                |                                        |
| "—" biểu thị một bản ghi âm không lọt bảng xếp hạng hoặc không được phát hành ở lãnh thổ đó. | |                  |                  |                  |                  |                  |                                        |

#### Album hợp tác
| Tựa đề               | Chi tiết album                                                                                | Vị trí đỉnh bảng | Vị trí đỉnh bảng | Vị trí đỉnh bảng | Doanh số       |
| Tựa đề               | Chi tiết album                                                                                | KOR              | JPN              | TW               | Doanh số       |
| -------------------- | --------------------------------------------------------------------------------------------- | ---------------- | ---------------- | ---------------- | -------------- |
| GD & TOP (với T.O.P) | - Phát hành: December 24, 2010 - Hãng đĩa: YG Entertainment - Định dạng: CD, digital download | 1                | 8                | 10               | - KOR: 204,249 |

### Album tổng hợp
| Tựa đề                                     | Chi tiết album                                                                   | Vị trí đỉnh bảng | Doanh số       |
| Tựa đề                                     | Chi tiết album                                                                   | JPN              | Doanh số       |
| ------------------------------------------ | -------------------------------------------------------------------------------- | ---------------- | -------------- |
| Coup d'Etat + One of a Kind & Heartbreaker | - Phát hành: 27 tháng 11, 2013 - Hãng đĩa: YGEX - Định dạng: CD, tải kỹ thuật số | 2                | - JPN: 110,860 |

### Album trực tiếp
| Tựa đề                                                                                       | Chi tiết album                                                                               | Vị trí đỉnh bảng | Vị trí đỉnh bảng | Doanh số      |
| Tựa đề                                                                                       | Chi tiết album                                                                               | KOR              | TW               | Doanh số      |
| -------------------------------------------------------------------------------------------- | -------------------------------------------------------------------------------------------- | ---------------- | ---------------- | ------------- |
| Shine a Light                                                                                | - Phát hành: 3 tháng 3, 2010 - Hãng đĩa: YG Entertainment - Định dạng: CD, tải kỹ thuật số   | 1                | 5                | - KOR: 50,449 |
| 1st World Tour Commemorative Vinyl LP – One of a Kind                                        | - Phát hành: 8 tháng 8, 2013 - Hãng đĩa: YG Entertainment - Định dạng: LP                    | 12               | —                | —             |
| 2013 G-Dragon World Tour Live CD [One of a Kind in Seoul]                                    | - Phát hành: 3 tháng 9, 2013 - Hãng đĩa: YG Entertainment - Định dạng: CD, tải kỹ thuật số   | 2                | —                | - KOR: 21,359 |
| 2013 G-Dragon 1st World Tour [One of a Kind] The Final                                       | - Phát hành: 22 tháng 11, 2013 - Hãng đĩa: YG Entertainment - Định dạng: CD, tải kỹ thuật số | —                | —                | —             |
| "—" biểu thị một bản ghi âm không lọt bảng xếp hạng hoặc không được phát hành ở lãnh thổ đó. |                                                                                              |                  |                  |               |

## Đĩa mở rộng
| Tựa đề                                                                                       | Chi tiết album                                                                                  | Vị trí đỉnh bảng | Vị trí đỉnh bảng | Vị trí đỉnh bảng | Vị trí đỉnh bảng | Vị trí đỉnh bảng | Vị trí đỉnh bảng | Vị trí đỉnh bảng | Doanh số                                |
| Tựa đề                                                                                       | Chi tiết album                                                                                  | KOR              | CAN              | JPN              | NZ               | US               | US Heat          | US World         | Doanh số                                |
| -------------------------------------------------------------------------------------------- | ----------------------------------------------------------------------------------------------- | ---------------- | ---------------- | ---------------- | ---------------- | ---------------- | ---------------- | ---------------- | --------------------------------------- |
| One of a Kind                                                                                | - Phát hành: 15 tháng 9, 2012 - Hãng đĩa: YG Entertainment - Định dạng: CD, tải kỹ thuật số     | 1                | —                | 12               | —                | 161              | 6                | 1                | - KOR: 265,361 - JPN: 39,619            |
| Kwon Ji Yong                                                                                 | - Phát hành: 8 tháng 6, 2017 - Hãng đĩa: YG Entertainment - Định dạng: USB, CD, tải kỹ thuật số | 51               | 52               | 3                | 39               | 192              | 1                | 1                | - KOR: 12,418 - JPN: 64,829 - US: 7,000 |
| "—" biểu thị một bản ghi âm không lọt bảng xếp hạng hoặc không được phát hành ở lãnh thổ đó. |                                                                                                 |                  |                  |                  |                  |                  |                  |                  |                                         |

## Đĩa đơn

### Với tư cách là nghệ sỹ chính
| Tựa đề                                                                                       | Năm  | Vị trí đỉnh bảng | Vị trí đỉnh bảng | Vị trí đỉnh bảng | Vị trí đỉnh bảng | Vị trí đỉnh bảng | Vị trí đỉnh bảng | Vị trí đỉnh bảng | Vị trí đỉnh bảng | Vị trí đỉnh bảng | Vị trí đỉnh bảng | Doanh số                        | Chứng nhận                            | Album         |
| Tựa đề                                                                                       | Năm  | KOR              | KOR Billb.       | HK               | JPN Hot          | MLY              | NZ Hot           | SGP              | UK Down.         | US World         | WW               | Doanh số                        | Chứng nhận                            | Album         |
| -------------------------------------------------------------------------------------------- | ---- | ---------------- | ---------------- | ---------------- | ---------------- | ---------------- | ---------------- | ---------------- | ---------------- | ---------------- | ---------------- | ------------------------------- | ------------------------------------- | ------------- |
| "This Love"                                                                                  | 2006 | —                | —                | —                | —                | —                | —                | —                | —                | —                | —                | - KOR: 11,000                   |                                       | Bigbang Vol.1 |
| "Heartbreaker"                                                                               | 2009 | —                | —                | —                | —                | —                | —                | —                | —                | —                | —                |                                 |                                       | Heartbreaker  |
| "Breathe"                                                                                    | 2009 | —                | —                | —                | —                | —                | —                | —                | —                | —                | —                |                                 |                                       | Heartbreaker  |
| "A Boy"                                                                                      | 2009 | —                | —                | —                | —                | —                | —                | —                | —                | —                | —                |                                 |                                       | Heartbreaker  |
| "Butterfly" (featuring Jin Jung)                                                             | 2009 | —                | —                | —                | —                | —                | —                | —                | —                | —                | —                |                                 |                                       | Heartbreaker  |
| "Heartbreaker" (Remix) (featuring Flo Rida)                                                  | 2010 | 8                | —                | —                | —                | —                | —                | —                | —                | —                | —                |                                 |                                       | Shine a Light |
| "One of a Kind"                                                                              | 2012 | 9                | 14               | —                | —                | —                | —                | —                | —                | 7                | —                | - KOR: 778,000                  |                                       | One of a Kind |
| "That XX"                                                                                    | 2012 | 1                | 2                | —                | —                | —                | —                | —                | —                | —                | —                | - KOR: 1,906,000                |                                       | One of a Kind |
| "Crayon"                                                                                     | 2012 | 3                | 4                | —                | —                | —                | —                | —                | —                | 5                | —                | - KOR: 1,955,000                |                                       | One of a Kind |
| "MichiGO"                                                                                    | 2013 | 17               | 17               | —                | —                | —                | —                | —                | —                | 8                | —                | - KOR: 288,000                  |                                       | Coup d'Etat   |
| "Coup d'Etat" (featuring Diplo and Baauer)                                                   | 2013 | 5                | 15               | —                | —                | —                | —                | —                | —                | 4                | —                | - KOR: 453,000                  |                                       | Coup d'Etat   |
| "Crooked"                                                                                    | 2013 | 3                | 2                | —                | —                | —                | —                | —                | —                | 5                | —                | - KOR: 1,814,000                | - RIAJ: Gold (st.) - RIAJ: Gold (dig) | Coup d'Etat   |
| "Who You?"                                                                                   | 2013 | 1                | 4                | —                | —                | —                | —                | —                | —                | 6                | —                | - KOR: 1,145,000                |                                       | Coup d'Etat   |
| "Untitled, 2014"                                                                             | 2017 | 1                | 3                | —                | 57               | —                | —                | —                | —                | 4                | —                | - KOR: 2,500,000                |                                       | Kwon Ji Yong  |
| "Power"                                                                                      | 2024 | 3                | 2                | 11               | 88               | 10               | 9                | 16               | 23               | —                | 29               | - JPN: 1,401 (dig.)             |                                       | Übermensch    |
| "Home Sweet Home" (featuring Taeyang and Daesung)                                            | 2024 | 1                | 1                | 2                | 21               | 4                | 17               | 5                | —                | —                | 27               | - JPN: 5,478 (dig.) - WW: 8,000 |                                       | Übermensch    |
| "Too Bad" (featuring Anderson .Paak)                                                         | 2025 | —                | —                | 17               | —                | —                | —                | —                | —                | —                | 138              |                                 |                                       | Übermensch    |
| "—" biểu thị một bản ghi âm không lọt bảng xếp hạng hoặc không được phát hành ở lãnh thổ đó. |      |                  |                  |                  |                  |                  |                  |                  |                  |                  |                  |                                 |                                       |               |

### Cộng tác
| Tựa đề                                                                                       | Năm  | Vị trí đỉnh bảng | Vị trí đỉnh bảng | Vị trí đỉnh bảng | Doanh số                     | Album                                               |
| Tựa đề                                                                                       | Năm  | KOR              | FIN Dig.         | US World         | Doanh số                     | Album                                               |
| -------------------------------------------------------------------------------------------- | ---- | ---------------- | ---------------- | ---------------- | ---------------------------- | --------------------------------------------------- |
| "High High" (with T.O.P)                                                                     | 2010 | 3                | —                | —                | - KOR: 1,390,163             | GD & TOP                                            |
| "Oh Yeah" (with T.O.P featuring Park Bom)                                                    | 2010 | 2                | —                | —                | - KOR: 1,380,732             | GD & TOP                                            |
| "Knock Out" (with T.O.P)                                                                     | 2010 | 5                | —                | —                | - KOR: 775,180               | GD & TOP                                            |
| "Having an Affair" (바람났어) (with Park Myung-soo & Park Bom)                               | 2011 | 1                | —                | —                | - KOR: 3,660,769             | Infinite Challenge Westcoast Highway Music Festival |
| "Going To Try" (with Jeong Hyeong-don)                                                       | 2013 | 2                | —                | —                | - KOR: 880,053               | Infinite Challenge Free Highway Music Festival      |
| "Good Boy" (with Taeyang)                                                                    | 2014 | 5                | —                | 1                | - KOR: 1,260,683 - US: 5,000 | Đĩa đơn không nằm trong album                       |
| "Mapsosa" (with Taeyang & Hwang Kwanghee)                                                    | 2015 | 2                | —                | 10               | - KOR: 1,302,380             | Đĩa đơn không nằm trong album                       |
| "Zutter" (with T.O.P)                                                                        | 2015 | 2                | 30               | 2                | - KOR: 1,015,028 - US: 6,000 | Made                                                |
| "—" biểu thị một bản ghi âm không lọt bảng xếp hạng hoặc không được phát hành ở lãnh thổ đó. |      |                  |                  |                  |                              |                                                     |

### Đĩa đơn với tư cách nghệ sĩ hợp tác
| 2001                                                                      | "Storm" (Perry hợp tác với G-Dragon, Sean và Masta Wu)                              | —  | — |                | Perry by Storm                    |
| 2002                                                                      | "Magic Eye" (Hwee-Sung hợp tác với G-Dragon)                                        | —  | — |                | Like A Movie                      |
| 2003                                                                      | "Heosubai" (Masta Wu hợp tác với G-Dragon và Taeyang)                               | —  | — |                | Masta Peace                       |
| 2003                                                                      | "Intro" (Se7en hợp tác với G-Dragon và Perry)                                       | —  | — |                | Just Listen                       |
| 2006                                                                      | "Run" (Se7en hợp tác với G-Dragon và Taeyang)                                       | —  | — |                | 24/SE7EN                          |
| 2006                                                                      | "Can You Feel Me" (Se7en hợp tác với G-Dragon)                                      | —  | — |                | SE7OLUTION                        |
| 2006                                                                      | "Anystar" (Park Bom hợp tác với G-Dragon và Gummy)                                  | —  | — |                |                                   |
| 2007                                                                      | "Super Fly" (Lexy featuring G-Dragon, T.O.P và Taeyang)                             | —  | — |                | RUSH                              |
| 2007                                                                      | "So In Love Pt.2" (Kim Jo Han hợp tác với G-Dragon)                                 | —  | — |                | Soul Family with Johan            |
| 2008                                                                      | "Intro - Work it Now" (Gummy hợp tác với G-Dragon)                                  | —  | — |                | Comfort                           |
| 2008                                                                      | "Party" (Uhm Jung Hwa hợp tác với G-Dragon)                                         | —  | — |                | D.I.S.C.O                         |
| 2008                                                                      | "D.I.S.C.O Pt.2" (Uhm Jung Hwa hợp tác với G-Dragon)                                | —  | — |                | D.I.S.C.O Part 2                  |
| 2008                                                                      | "What" (YMGA hợp tác với G-Dragon, Teddy, Kush, Perry và CL)                        | —  | — |                | Made In R.O.K                     |
| 2009                                                                      | "Strong Baby" (Seungri hợp tác với G-Dragon)                                        | 1  | — |                | Remember                          |
| 2009                                                                      | "Rain is Fallin" (W-inds. hợp tác với G-Dragon)                                     | —  | 2 | Nhật: 50.563   | Rain Is Fallin'/Hybrid Dream      |
| 2010                                                                      | "I Need A Girl" (Taeyang hợp tác với G-Dragon)                                      | 1  | — | Hàn: 2.110.274 | Solar                             |
| 2011                                                                      | "Open the Window" (Seungri hợp tác với G-Dragon)                                    | —  | — |                | V.V.I.P                           |
| 2012                                                                      | "Dancing on My Own" (Pixie Lott hợp tác với G-Dragon và T.O.P)                      | —  | — |                | Young Foolish Happy               |
| 2012                                                                      | "Blue Frog" (PSY hợp tác với G-Dragon)                                              | 5  | — | Hàn: 1.429.265 | PSY 6 (Six Rules), Part 1         |
| 2013                                                                      | "Bubble Butt" (Major Lazer hợp tác với Bruno Mars, G-Dragon, T.O.P, Tyga và Mystic) | 78 | — | Hàn: 28.701    | Free the Universe (Asian Edition) |
| 2014                                                                      | "Dirty Vibe" (Skrillex hợp tác với Diplo, G-Dragon và CL)                           | —  | — |                | Recess                            |
| 2014                                                                      | "Stay With Me" (Taeyang hợp tác với G-Dragon])                                      | 4  | — | Hàn: 602.555   | Rise                              |
| "—" chỉ ra đĩa đơn đó không xếp hạng hoặc không phát hành tại khu vực đó. |                                                                                     |    |   |                |                                   |

## Các bài hát được xếp hạng khác
| Năm  | Tên                                                | Vị trí cao nhất | Vị trí cao nhất | Doanh số       | Album         |
| Năm  | Tên                                                | Hàn Gaon        | Hàn Billboard   | Doanh số       | Album         |
| ---- | -------------------------------------------------- | --------------- | --------------- | -------------- | ------------- |
| 2009 | "The Leaders" (hợp tác với Teddy và CL)            | 15              | —               |                | Heartbreaker  |
| 2009 | "Hello" (hợp tác với Dara)                         | 10              | —               |                | Heartbreaker  |
| 2009 | "She's Gone" (hợp tác với Kush)                    | 33              | —               |                | Heartbreaker  |
| 2009 | "Korean Dream" (hợp tác với Taeyang)               | 37              | —               |                | Heartbreaker  |
| 2009 | "Gossip Man" (hợp tác với Kim Gun Mo)              | 22              | —               |                | Heartbreaker  |
| 2009 | "1 Year Station"                                   | 54              | —               |                | Heartbreaker  |
| 2012 | "Without You" (hợp tác với Chaeyoung Park)         | 10              | 15              | Hàn: 540.470   | One of a Kind |
| 2012 | "Missing You" (hợp tác với Kim Yoon Ah của Jaurim) | 2               | 2               | Hàn: 1.772.172 | One of a Kind |
| 2012 | "Today" (hợp tác với Kim Jong Wan của Nell)        | 17              | 20              | Hàn: 619.402   | One of a Kind |
| 2013 | "Niliria" (hợp tác với Missy Elliott)              | 9               | 30              | Hàn: 239.129   | Coup D'Etat   |
| 2013 | "Black" (hợp tác với Jennie Kim)                   | 2               | 3               | Hàn: 871.025   | Coup D'Etat   |
| 2013 | "R.O.D." (hợp tác với Lydia Paek)                  | 6               | 21              | Hàn: 418.656   | Coup D'Etat   |
| 2013 | "I Love It" (hợp tác với Zion.T và Boys Noize)     | 20              | 13              | Hàn: 262.125   | Coup D'Etat   |
| 2013 | "Shake the World"                                  | 25              | 29              | Hàn: 185.423   | Coup D'Etat   |
| 2013 | "Runaway"                                          | 27              | 26              | Hàn: 181.284   | Coup D'Etat   |
| 2013 | "Niliria" (Phiên bản của G-Dragon)                 | 32              | 38              | Hàn: 136.575   | Coup D'Etat   |
| 2013 | "You Do"                                           | 35              | —               | Hàn: 104.333   | Coup D'Etat   |